# Jesse Spencer

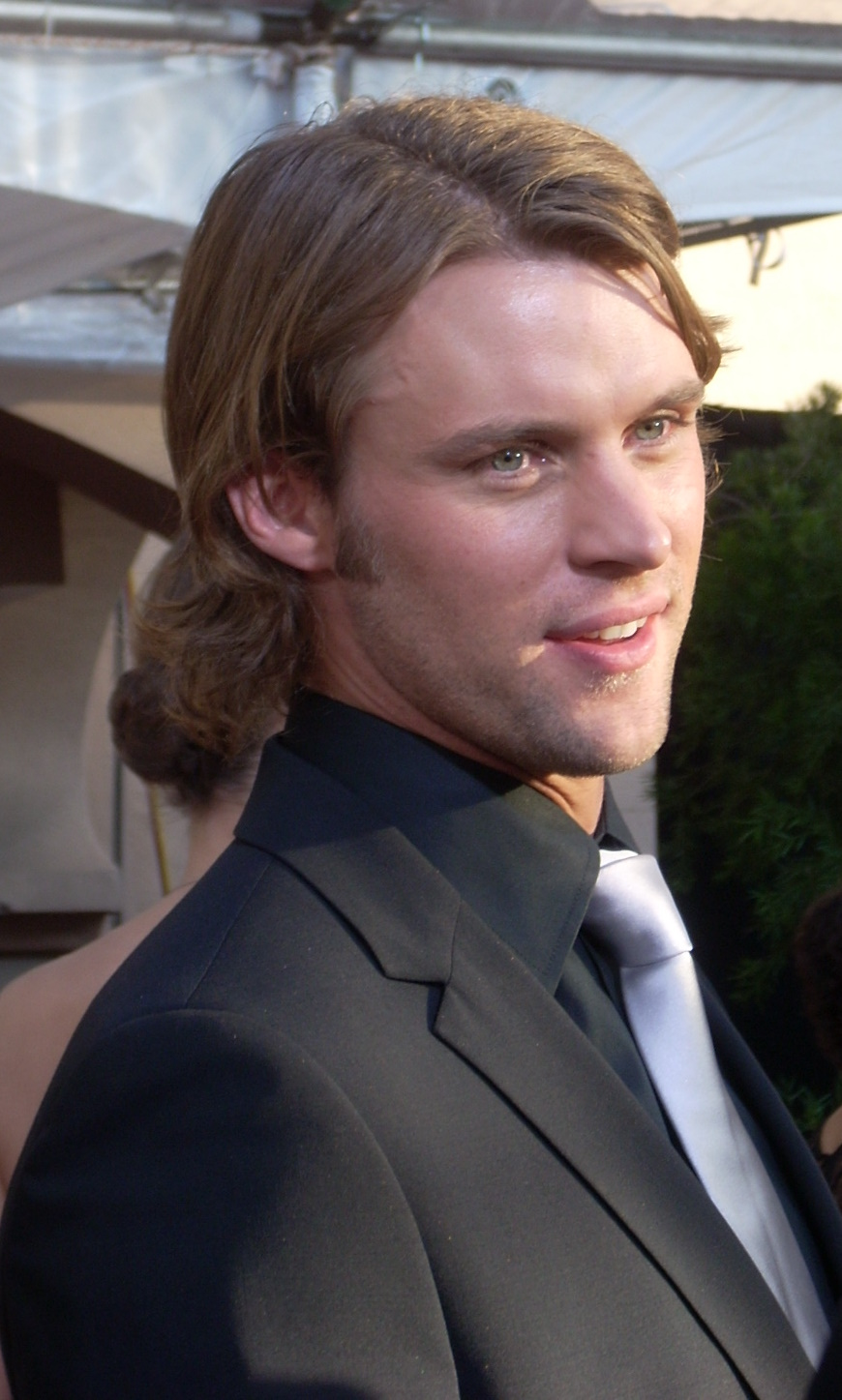
Jesse Spencer (2009)

Jesse Gordon Spencer (* 12. Februar 1979 in Melbourne, Victoria) ist ein australischer Schauspieler. Er wurde 1994 in seinem Heimatland durch eine Rolle in der Seifenoper Nachbarn bekannt, später war er als Dr. Robert Chase in der Serie Dr. House und als Captain Matt Casey in Chicago Fire auch im Ausland erfolgreich.

## Leben

### Karriere

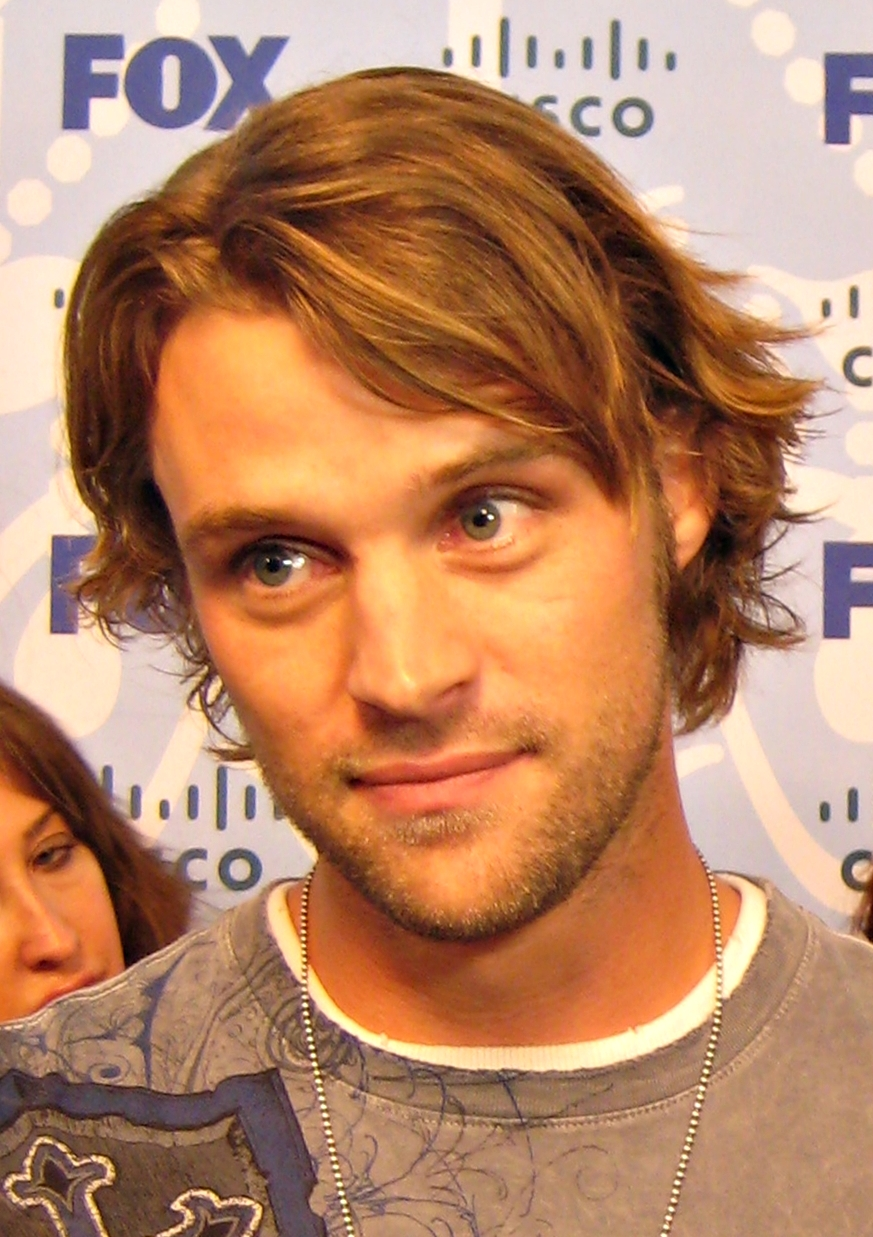
Jesse Spencer (2008)

Während einer Theateraufführung an der Schule fiel einem Agenten das schauspielerische Talent von Spencer auf. Bereits mit 14 Jahren stand er für australische Fernsehproduktionen vor der Kamera. Von 1994 bis 2001 spielte er in der Seifenoper Nachbarn die Rolle des Billy Kennedy. Im Zuge dieser Erfolge stellte sein Agent Kontakte nach Hollywood her. Spencer wirkte daraufhin 2002 in der Fernsehproduktion Stranded sowie 2003 in dem Kinofilm Uptown Girls – Eine Zicke kommt selten allein mit.
Ebenfalls 2003 stellte er in dem Film Gegen den Strom das australische Schwimmidol Tony Fingleton dar. Von 2004 bis 2012 gehörte Spencer zur Stammbesetzung der erfolgreichen US-Arztserie Dr. House, in der er den Australier Dr. Robert Chase spielte. Nach der offiziellen Bekanntgabe des Serienendes Anfang 2012 sicherte sich Spencer eine der Hauptrollen in der neuen Fernsehserie Chicago Fire. Diese Rolle spielt er auch in vereinzelten Folgen der Spin-Offs Chicago P.D. und Chicago Med. Im Oktober 2021 verließ er die Chicago-Serien. Von 2022 bis 2024 kehrte er für vier Gastauftritte zu Chicago Fire zurück.
Für das deutsche Fernsehen wird er von Sascha Rotermund und Marcel Collé synchronisiert.

### Privatleben
Jesse Spencer hat drei Geschwister, die wie sein Vater ebenfalls Mediziner sind. Seine Eltern, Rodney und Robyn Spencer, waren die Gründer der nationalistischen australischen Partei „Australians Against Further Immigration“.
2004 lernte Spencer seine Schauspielkollegin Jennifer Morrison bei den Dreharbeiten zu dem Pilotfilm der Krankenhaus-Serie Dr. House kennen. Am 23. Dezember 2006 verlobten sie sich, im August 2007 lösten sie ihre Verbindung. Von 2010 bis 2013 war Spencer mit der Profi-Surferin Maya Gabeira liiert.

## Filmografie
- 1994: Time Trax – Zurück in die Zukunft (Time Trax, Fernsehserie, Folge 2x04)
- 1994–2005, 2022: Nachbarn (Neighbours, Seifenoper, 471 Folgen)
- 2000: Lorna Doone
- 2001: Talisman – Fluch des Bösen (Curse of the Talisman)
- 2001: It takes two – London, wir kommen! (Winning London)
- 2002: Schiffbrüchig (Stranded)
- 2002: Fear Itself
- 2003: Uptown Girls – Eine Zicke kommt selten allein (Uptown Girl)
- 2003: Gegen den Strom (Swimming Upstream)
- 2003: Death in Holy Orders
- 2004–2012: Dr. House (House, Fernsehserie, 171 Folgen)
- 2006: Flourish
- 2010: The Storyteller
- 2010: Tell-Tale
- 2012–2024: Chicago Fire (Fernsehserie, 204 Folgen)
- 2014–2021: Chicago P.D. (Fernsehserie, 7 Folgen)
- 2015: The Girl Is in Trouble
- 2017–2019: Chicago Med (Fernsehserie, 4 Folgen)
- 2021: Queer Fish in God’s Waiting Room